# Orgilus nitidus
Orgilus nitidus är en stekelart som beskrevs av Marshall 1898. Orgilus nitidus ingår i släktet Orgilus och familjen bracksteklar. Inga underarter finns listade i Catalogue of Life.